# Flore Vivante de l'Afrique Occidentale Française
Flore Vivante de l'Afrique Occidentale Franciase (abreviado Fl. Afrique Occ. Franc.) es un libro con ilustraciones y descripciones botánicas que fue escrito por el botánico, pteridólogo y briólogo francés Auguste Jean Baptiste Chevalier. Fue publicado en París en el año 1938 con el nombre de Flore vivante de L'Afrique Occidentale Française inclus Togo, Cameroun Nord, Oubangi-Chari-Tchad, Sahara français.